# Kerek-hegy (Solymár)
A Kerek-hegy több egymáshoz közeli, 400 méteres tengerszint feletti magasságig emelkedő hegycsúcs között elhelyezkedő, így ezek közül alig kiemelkedő magaslat a Budai-hegységben. Közigazgatásilag túlnyomórészt Solymár területén helyezkedik el. Gépjárművel és közösségi közlekedéssel egyaránt könnyen megközelíthető. Utóbbi esetben a BKV 157-es buszjáratának külső végállomásától.

## Földrajz
Alapkőzete a középső triász végén képződött mélytengeri üledék, diplopórás dolomit, illetve a szintén döntően triász kori mészkő; talaja a szomszédos hegyekre jellemző törmelékes barna erdőtalaj.
A Kerek-hegy legmagasabb része egy hozzávetőlegesen északnyugat-délkeleti tájolású ellipszoid körvonalú magaslat, amit szinte minden irányból csekély szintkülönbségű, szinte fennsíkszerű területek határolnak. A csúcstól keletre eső, hivatalosan erdőként számon tartott, de nagyrészt fátlan területeket az 1930-as évek végétől, illetve az 1940-es évek elejétől parcellázták, az így kialakult településrész a hegy neve után a Solymár-Kerekhegy nevet kapta.
Részben a hegytömb felől lefolyó vizekből fakad a solymári Rózsika-forrás és a Törökkút-forrás.

## Turizmus
A Kerek-hegyet érinti az Országos Kéktúra 13-as számú szakasza és egy-két másik turistajelzés is, amelyek Solymár kerekhegyi községrészétől, Nagykovácsi, Remeteszőlős vagy Budaliget felől vezetnek ide.

## Gazdasági hasznosítás
A Kerek-hegy tömbjét érinti néhány, a Zsíros-hegy irányából indított, a térség széntermelésével kapcsolatos bányavágat. A Kerek-hegy csúcsa közelében található a túlnyomórészt Solymár kerekhegyi településrészét ivóvízzel ellátó vízmű is.